# بتل‌گراند (۲۰۲۵)
رویداد بتل‌گراند ۲۰۲۵ که با نام بتل‌گراند: تمپا (به انگلیسی: WWE Battleground: Tampa) نیز تبلیغ می‌شود، یک رویداد کشتی حرفه‌ای بود که توسط پروموشن آمریکایی دبلیودبلیوئی تولید شد. این رویداد، هشتمین رویداد بتل‌گراند و سومین رویدادی است که منحصرا برای کشتی‌گیران برند ان‌اکس‌تی برگزار شده است و روز یک‌شنبه ۲۵ مه ۲۰۲۵ در تمپا، فلوریدا برگزار شد.

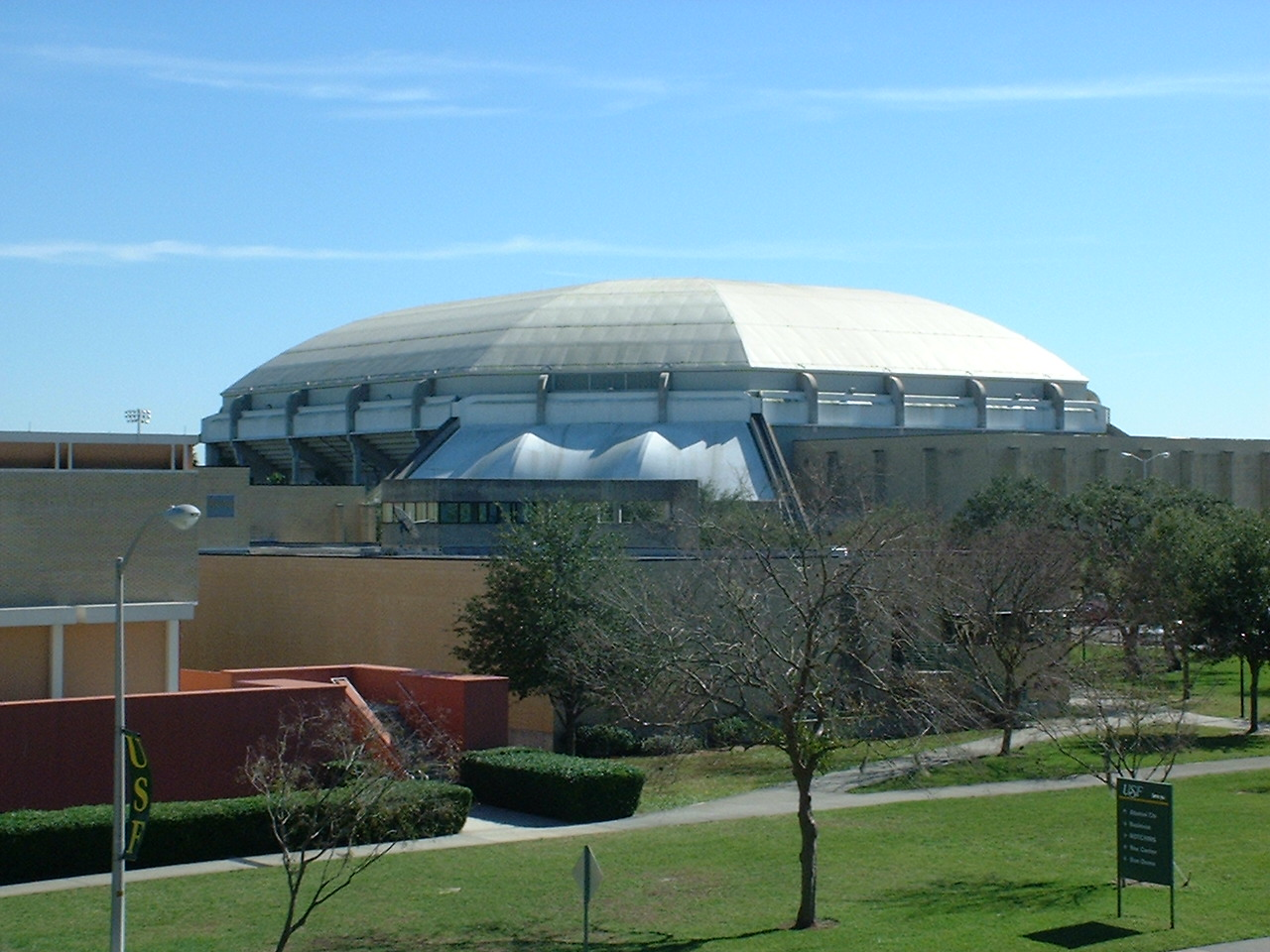
رویداد بتل‌گراند ۲۰۲۵ در یوئلینگ سنتر واقع در تمپا، فلوریدا برگزار شد.

این رویداد به صورت بین‌المللی از طریق نتفلیکس پخش شد و اولین رویداد بتل‌گراند بود که از طریق این پلتفرم قابل مشاهده است. هم‌چنین برای نخستین بار، کمربندی از پروموشن تی‌ان‌ای در یک رویداد دبلیودبلیوئی دفاع شد؛ به گونه ای که قهرمان کمربند قهرمانی جهانی تی‌ان‌ای، جو هندری از عنوان قهرمانی خود در این رویداد دفاع کرد.ویلیامز توانست با شکست دادن هندری، به نخستین کشتی‌گیر فعال و تحت قرارداد با دبلیودبلیوئی تبدیل شود که قهرمان کمربند جهانی تی‌ان‌ای می‌شود. این رویداد همانند بتل‌گراند ۲۰۲۳، در روز مشترک با پی‌پرویوی دابل اور ناثینگ ای‌ئی‌دبلیو برگزار می‌شد.

## نتایج
| #                                                     | نتایج                                                                                                 | نوع مسابقه                                                         | مدت زمان |
| ----------------------------------------------------- | --- | ------------------------------------------------------------------ | -------- |
| ۱                                                     | سول روکا (c) (به همراه زاریا) پیروز در مقابل کلانی جوردن                                              | مسابقه تک به تک عادی برای عنوان قهرمانی زنان آمریکای شمالی ان‌اکس‌تی | ۱۲:۵۹    |
| ۲                                                     | هانک واکر، تانک لجر و جاش بریگز پیروز در مقابل شاون اسپیرز، بروکس جنسن و نیکو ونس (به همراه ایزی دام) | مسابقه تگ تیم ۳ به ۳                                               | ۹:۲۶     |
| ۳                                                     | استاکس پیروز در مقابل تونی دی‌آنجلو                                                                    | مسابقه تک به تک عادی                                               | ۱۵:۱۴    |
| ۴                                                     | استفانی واکر (c) پیروز در مقابل جوردن گریس                                                            | مسابقه تک به تک عادی برای عنوان قهرمانی زنان ان‌اکس‌تی               | ۱۶:۰۷    |
| ۵                                                     | اوبا فمی (c) پیروز در مقابل مایلز بورن                                                                | مسابقه تک به تک عادی برای عنوان قهرمانی ان‌اکس‌تی                    | ۱۶:۴۹    |
| ۶                                                     | تریک ویلیامز پیروز در مقابل جو هندری (c)                                                              | مسابقه تک به تک عادی برای عنوان قهرمانی جهانی تی‌ان‌ای               | ۱۴:۵۸    |
| - (c) – نشان‌دهنده قهرمان(هایی) است که به میدان می‌روند | |                                                                    |          |